# Hockey sur gazon aux Jeux asiatiques de 2018
Navigation
Incheon 2014 Hangzhou 2022
Les épreuves de Hockey sur gazon aux Jeux asiatiques de 2018 à Jakarta et Palembang a eu lieu au GBK Hockey Field, Jakarta, Indonésie du 19 août au 1er septembre 2018. Au total, douze équipes masculines et dix équipes féminines ont participé à chaque tournoi respectif.
Les tournois ont servi de qualification pour les Jeux olympiques d'été de 2020.

## Calendrier de la compétition
Toutes les heures sont locales Heure normale d'Indonésie de l'Ouest (UTC+7).
| Août - septembre | Août - septembre | 19 | 20 | 21 | 22 | 23 | 24 | 25 | 26 | 27 | 28 | 29 | 30 | 31 | 1er |
| ---------------- | ---------------- | -- | -- | -- | -- | -- | -- | -- | -- | -- | -- | -- | -- | -- | --- |
|                  | Tournoi masculin |    | P  |    | P  |    | P  |    | P  |    | P  |    | DF |    | F   |
| Tournoi féminin  | P                |    | P  |    | P  |    | P  |    | P  |    | DF |    | F  |    |     |

|  | Jour de compétition |  | Jour de finale |

## Qualification

### Qualifications masculines
| Événement               | Dates                         | Lieu    | Quotas | Qualifiés                                 |
| ----------------------- | ----------------------------- | ------- | ------ | ----------------------------------------- |
| Pays hôte               | 19 septembre 2014             | Incheon | 1      | Indonésie                                 |
| Jeux asiatiques de 2014 | 20 septembre - 2 octobre 2014 | Incheon | 5      | Inde Pakistan Corée du Sud Malaisie Japon |
| Qualifications 2018     | 8 - 17 mars 2018              | Mascate | 4      | Oman Bangladesh Sri Lanka Thaïlande       |
| Réaffectation           | NC                            | NC      | 2      | Kazakhstan Hong Kong                      |
| Total                   | Total                         | Total   | 12     |                                           |

### Qualifications féminines
| Événement               | Dates                         | Lieu    | Quotas | Qualifiés                              |
| ----------------------- | ----------------------------- | ------- | ------ | -------------------------------------- |
| Pays hôte               | 19 septembre 2014             | Incheon | 1      | Indonésie                              |
| Jeux asiatiques de 2014 | 20 septembre - 2 octobre 2014 | Incheon | 5      | Corée du Sud Chine Inde Japon Malaisie |
| Qualifications 2018     | 12 - 20 janvier 2018          | Bangkok | 4      | Thaïlande Hong Kong Taipei Kazakhstan  |
| Total                   | Total                         | Total   | 10     |                                        |

## Tournoi masculin
Le concours se composait de deux étapes; un tour préliminaire suivi d'un tour final.

### Phase préliminaire

#### Poule A
| Rang | Équipe       | J | V | N | P | BP | BC | Diff | Pts | Qualification |
| ---- | ------------ | - | - | - | - | -- | -- | ---- | --- | ------------- |
| 1    | Inde         | 5 | 5 | 0 | 0 | 76 | 3  | +73  | 15  | Demi-finales  |
| 2    | Japon        | 5 | 4 | 0 | 1 | 30 | 11 | +19  | 12  | Demi-finales  |
| 3    | Corée du Sud | 5 | 3 | 0 | 2 | 39 | 8  | +31  | 9   |               |
| 4    | Sri Lanka    | 5 | 2 | 0 | 3 | 7  | 41 | -34  | 6   |               |
| 5    | Indonésie    | 5 | 1 | 0 | 4 | 5  | 40 | -35  | 3   |               |
| 6    | Hong Kong    | 5 | 0 | 0 | 5 | 3  | 57 | -54  | 0   |               |

Source: FIH
En cas d'égalité de points de plusieurs équipes à l'issue des matchs de poule, les critères suivants sont appliqués dans l'ordre indiqué pour établir leur classement:
1. Points,
2. Différence de buts,
3. Buts marqués,
4. Face à face.

#### Poule B
| Rang | Équipe     | J | V | N | P | BP | BC | Diff | Pts | Qualification |
| ---- | ---------- | - | - | - | - | -- | -- | ---- | --- | ------------- |
| 1    | Pakistan   | 5 | 5 | 0 | 0 | 45 | 1  | +44  | 15  | Demi-finales  |
| 2    | Malaisie   | 5 | 4 | 0 | 1 | 41 | 6  | +35  | 12  | Demi-finales  |
| 3    | Bangladesh | 5 | 3 | 0 | 2 | 11 | 15 | -4   | 9   |               |
| 4    | Oman       | 5 | 2 | 0 | 3 | 7  | 19 | -12  | 6   |               |
| 5    | Thaïlande  | 5 | 1 | 0 | 4 | 4  | 27 | -23  | 3   |               |
| 6    | Kazakhstan | 5 | 0 | 0 | 5 | 5  | 45 | -40  | 0   |               |

Source: FIH
En cas d'égalité de points de plusieurs équipes à l'issue des matchs de poule, les critères suivants sont appliqués dans l'ordre indiqué pour établir leur classement:
1. Points,
2. Différence de buts,
3. Buts marqués,
4. Face à face.

### Phase finale
|  | Demi-finales | Demi-finales |                        |       | Finale | Finale |
|  | Demi-finales | Demi-finales |                        |       | Finale | Finale |
|  |              |              |                        |       |        |        |
|  |              |              |                        |       |        |        |
|  |              |              |                        |       |        |        |
|  | Inde         | 2 (6)        |                        |       |        |        |
|  | Inde         | 2 (6)        |                        |       |        |        |
|  | Malaisie     | 2 (7)        |                        |       |        |        |
|  | Malaisie     | 2 (7)        | Malaisie               | 6 (1) |        |        |
|  |              |              | Malaisie               | 6 (1) |        |        |
|  |              | Japon        | 6 (3)                  |       |        |        |
|  | Pakistan     | Japon        | 6 (3)                  | 0     |        |        |
|  | Pakistan     |              |                        | 0     |        |        |
|  | Japon        | 1            |                        |       |        |        |
|  | Japon        | 1            | Match pour la 3e place |       |        |        |
|  |              |              |                        |       |        |        |
|  |              |              |                        |       |        |        |
|  |              |              |                        |       |        |        |
|  | Inde         | 2            |                        |       |        |        |
|  | Inde         | 2            |                        |       |        |        |
|  | Pakistan     | 1            |                        |       |        |        |
|  | Pakistan     | 1            |                        |       |        |        |

## Tournoi féminin
Le concours se composait de deux étapes; un tour préliminaire suivi d'un tour final.

### Phase préliminaire

#### Poule A
| Rang | Équipe    | J | V | N | P | BP | BC | Diff | Pts | Qualification |
| ---- | --------- | - | - | - | - | -- | -- | ---- | --- | ------------- |
| 1    | Japon     | 4 | 4 | 0 | 0 | 24 | 3  | +21  | 12  | Demi-finales  |
| 2    | Chine     | 4 | 2 | 1 | 1 | 28 | 6  | +22  | 7   | Demi-finales  |
| 3    | Malaisie  | 4 | 2 | 1 | 1 | 22 | 5  | +17  | 7   |               |
| 4    | Taipei    | 4 | 1 | 0 | 3 | 3  | 33 | -30  | 3   |               |
| 5    | Hong Kong | 4 | 0 | 0 | 4 | 2  | 32 | -30  | 0   |               |

Source: FIH
En cas d'égalité de points de plusieurs équipes à l'issue des matchs de poule, les critères suivants sont appliqués dans l'ordre indiqué pour établir leur classement:
1. Points,
2. Différence de buts,
3. Buts marqués,
4. Face à face.

#### Poule B
| Rang | Équipe       | J | V | N | P | BP | BC | Diff | Pts | Qualification |
| ---- | ------------ | - | - | - | - | -- | -- | ---- | --- | ------------- |
| 1    | Inde         | 4 | 4 | 0 | 0 | 38 | 1  | +37  | 12  | Demi-finales  |
| 2    | Corée du Sud | 4 | 3 | 0 | 1 | 17 | 4  | +13  | 9   | Demi-finales  |
| 3    | Thaïlande    | 4 | 1 | 0 | 3 | 3  | 11 | -8   | 3   |               |
| 4    | Indonésie    | 4 | 1 | 0 | 3 | 2  | 16 | -14  | 3   |               |
| 5    | Kazakhstan   | 4 | 1 | 0 | 3 | 4  | 32 | -28  | 3   |               |

Source: FIH
En cas d'égalité de points de plusieurs équipes à l'issue des matchs de poule, les critères suivants sont appliqués dans l'ordre indiqué pour établir leur classement:
1. Points,
2. Différence de buts,
3. Buts marqués,
4. Face à face.

### Phase finale
|  | Demi-finales | Demi-finales |                        |   | Finale | Finale |
|  | Demi-finales | Demi-finales |                        |   | Finale | Finale |
|  |              |              |                        |   |        |        |
|  |              |              |                        |   |        |        |
|  |              |              |                        |   |        |        |
|  | Inde         | 1            |                        |   |        |        |
|  | Inde         | 1            |                        |   |        |        |
|  | Chine        | 0            |                        |   |        |        |
|  | Chine        | 0            | Inde                   | 1 |        |        |
|  |              |              | Inde                   | 1 |        |        |
|  |              | Japon        | 2                      |   |        |        |
|  | Corée du Sud | Japon        | 2                      | 0 |        |        |
|  | Corée du Sud |              |                        | 0 |        |        |
|  | Japon        | 2            |                        |   |        |        |
|  | Japon        | 2            | Match pour la 3e place |   |        |        |
|  |              |              |                        |   |        |        |
|  |              |              |                        |   |        |        |
|  |              |              |                        |   |        |        |
|  | Corée du Sud | 1            |                        |   |        |        |
|  | Corée du Sud | 1            |                        |   |        |        |
|  | Chine        | 2            |                        |   |        |        |
|  | Chine        | 2            |                        |   |        |        |